# Cedillo del Condado (kommunhuvudort)
Cedillo del Condado är en kommunhuvudort i Spanien.   Den ligger i provinsen Toledo och regionen Kastilien-La Mancha, i den centrala delen av landet, 40 km sydväst om huvudstaden Madrid. Cedillo del Condado ligger 642 meter över havet och antalet invånare är 2 070.
Terrängen runt Cedillo del Condado är huvudsakligen platt. Cedillo del Condado ligger uppe på en höjd. Runt Cedillo del Condado är det ganska tätbefolkat, med 104 invånare per kvadratkilometer. Närmaste större samhälle är Parla, 18,9 km nordost om Cedillo del Condado. Trakten runt Cedillo del Condado består till största delen av jordbruksmark.